# Bridgette Sneddon
Bridgette Sneddon es una actriz australiana, más conocida por haber interpretad a Sophie Taylor en la serie Home and Away.

## Biografía
En 2005 se unió al UWS (anteriormente Theatre Nepean) de donde se graduó en el 2007 con una licenciatura en artes.
Desde 2005 Bridgette sale con el actor australiano Steve Peacocke, la pareja se comprometió en el 2013 y se casaron durante una ceremonia privada el 24 de diciembre de 2014.

## Carrera
En 2010 dio vida a Madga en la película The Black Dog. El 3 de junio de 2014, se unió al elenco recurrente de la popular serie australiana Home and Away, donde interpretó a Sophie Taylor hasta el 3 de febrero de 2015.

## Filmografía

### Series de televisión
| Año         | Serie         | Personaje     | Notas        |
| ----------- | ------------- | ------------- | ------------ |
| 2014 - 2015 | Home and Away | Sophie Taylor | 56 episodios |

### Películas
| Año  | Título         | Personaje | Notas                                 |
| ---- | -------------- | --------- | ------------------------------------- |
| 2010 | The Black Dog  | Magda     | junto a Steve Peacocke y Kerri Tutton |
| -    | Chick-O-Nomics | -         | -                                     |

### Teatro
| Año  | Obra                          | Personaje | Director (a)   | Teatro               | Notas                                                                         |
| ---- | ----------------------------- | --------- | -------------- | -------------------- | ----------------------------------------------------------------------------- |
| 2012 | A View From Moving Windows    | -         | Augusta Supple | -                    | junto a Valentino del Toro, Helen O'Leary, Catherine Glavicic y Craig Meneaud |
| 2011 | Women, Power, Culture         | -         | Augusta Supple | New Theatre          | -                                                                             |
| 2011 | Bare Boards Brave Hearts      | -         | Zoe Carides    | Subtlenuance Theatre | -                                                                             |
| 2010 | Stories from the 428          | -         | Zoe Carides    | Sidetrack Theatre    | junto a Kailah Cabanas, Felix Gentle, Jan Langford-Penny y Steve Peacocke     |
| 2010 | Combat Fatigue                | -         | Ian Zammit     | Factory Theatre      | -                                                                             |
| 2010 | Wit                           | -         | Jane Eakin     | New Theatre          | -                                                                             |
| -    | Iphiginia and Other Daughters | -         | -              | -                    | -                                                                             |
| -    | Yerma                         | -         | -              | -                    | -                                                                             |
| -    | Henry VI                      | -         | -              | -                    | -                                                                             |
| -    | Speak Truth to Power          | -         | -              | -                    | -                                                                             |
| -    | Daisy Pulls It Off            | -         | -              | -                    | -                                                                             |
| -    | Away                          | -         | -              | -                    | -                                                                             |